# Zharrëz
Zharrëz là một xã trong quận Fier thuộc hạt Fier, Albania. Dân số năm 2005 là 6779 người.